# Zonosemata macgregori
Zonosemata macgregori är en tvåvingeart som beskrevs av Hernandez-ortiz 1989. Zonosemata macgregori ingår i släktet Zonosemata och familjen borrflugor. Inga underarter finns listade i Catalogue of Life.